# Pont Vell (Maçanet de la Selva)
El Pont Vell és una obra de Maçanet de la Selva (Selva) inclosa a l'Inventari del Patrimoni Arquitectònic de Catalunya.

## Descripció

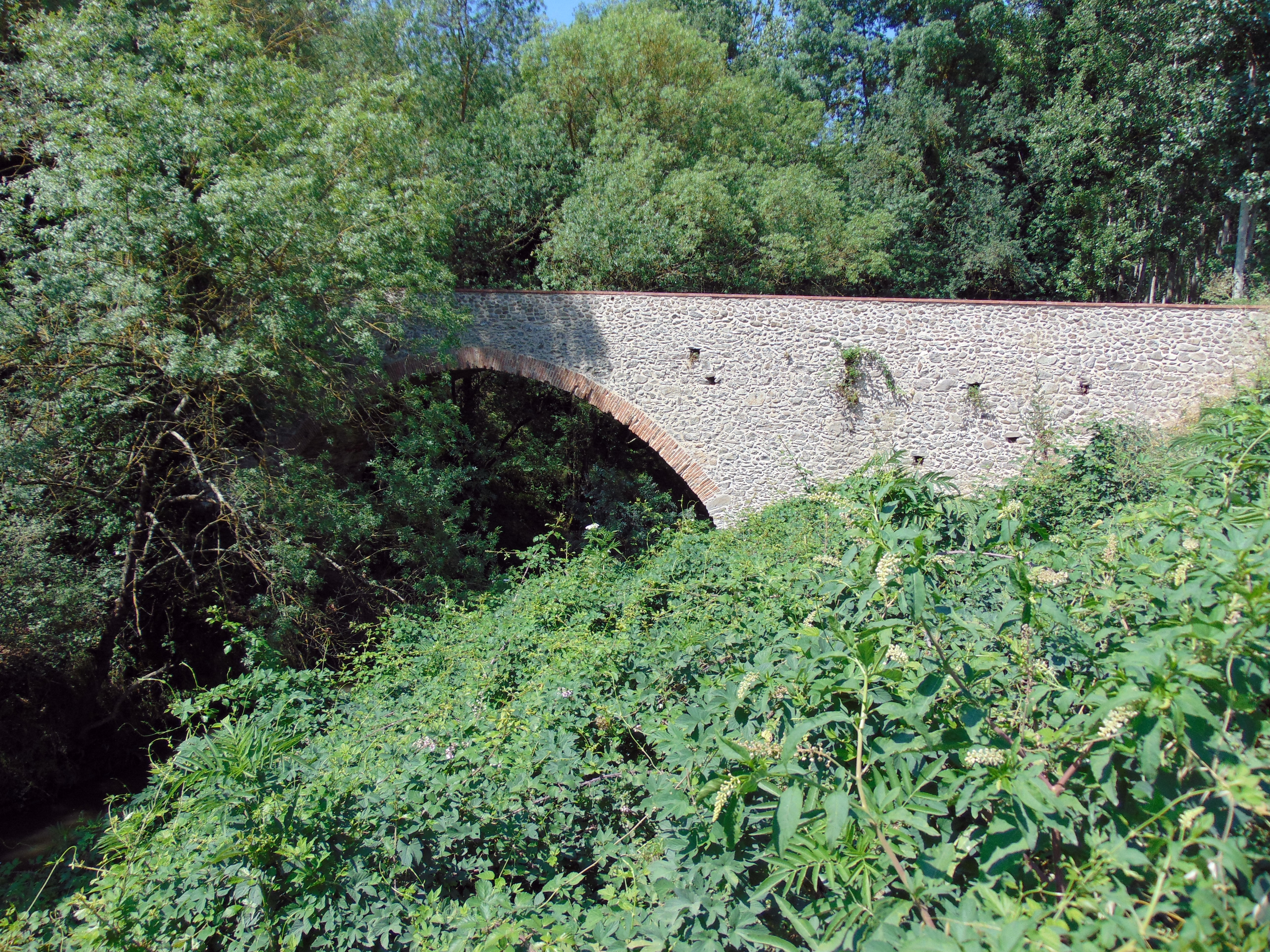

Pont d'un sol ull que travessa la séquia de Sils. La seva llargada és d'uns vint-i-cinc metres i la seva amplada d'uns quatre metres, comptant les baranes. L'arcada que comunica les dues ribes consta d'una volta de mig punt coberta de rajol.
La part de les baranes fou recentment reconstruïda amb maons i ciment.

## Història
Pont d'ús actual, malgrat l'estretor, construït durant el segle xviii per travessar la séquia de Sils.